# ليليان إليس
ليليان إليس (بالدنماركية: Lilian Ellis)‏ هي ممثلة دانمركية، ولدت في 25 مايو 1907 في ألمانيا، وتوفيت في 21 فبراير 1951 بكوبنهاغن في الدنمارك.

## وصلات خارجية
- ليليان إليس على موقع IMDb (الإنجليزية)
- ليليان إليس على موقع ميوزك برينز (الإنجليزية)
- ليليان إليس على موقع قاعدة بيانات الأفلام السويدية (السويدية)
- ليليان إليس على موقع ديسكوغز (الإنجليزية)
- ليليان إليس على موقع قاعدة بيانات الفيلم (الإنجليزية)
- ليليان إليس على موقع كينوبويسك (الروسية)